# Chevrolet Camaro
Chevrolet Camaro este un model sport Chevrolet care concurează cu Ford Mustang pe piață.